# ヤロスラヴリ
ヤロスラヴリ（ヤロスラーヴリ、 ロシア語: Ярославль [jɪrɐˈsɫavlʲ]イラスラーヴリ）は、ロシア西部、ヤロスラヴリ州の州都。人口は57万7279万人（2021年時点）。モスクワの北東250キロメートルに位置する。

## 概要
ヴォルガ川とコトロスリ川の分岐点に位置する河港都市で、千年の歴史を持つ古都である。「黄金の環」を構成する歴史都市の中で最多の人口を持ち、文化財に指定されている建物も多い。交通の要所であり、道路網・鉄道網・水路網を通じて各地と結ばれている。近隣の都市としては、約80キロメートル北西のルイビンスク、70キロメートル東のコストロマなどが挙げられる。

## 歴史

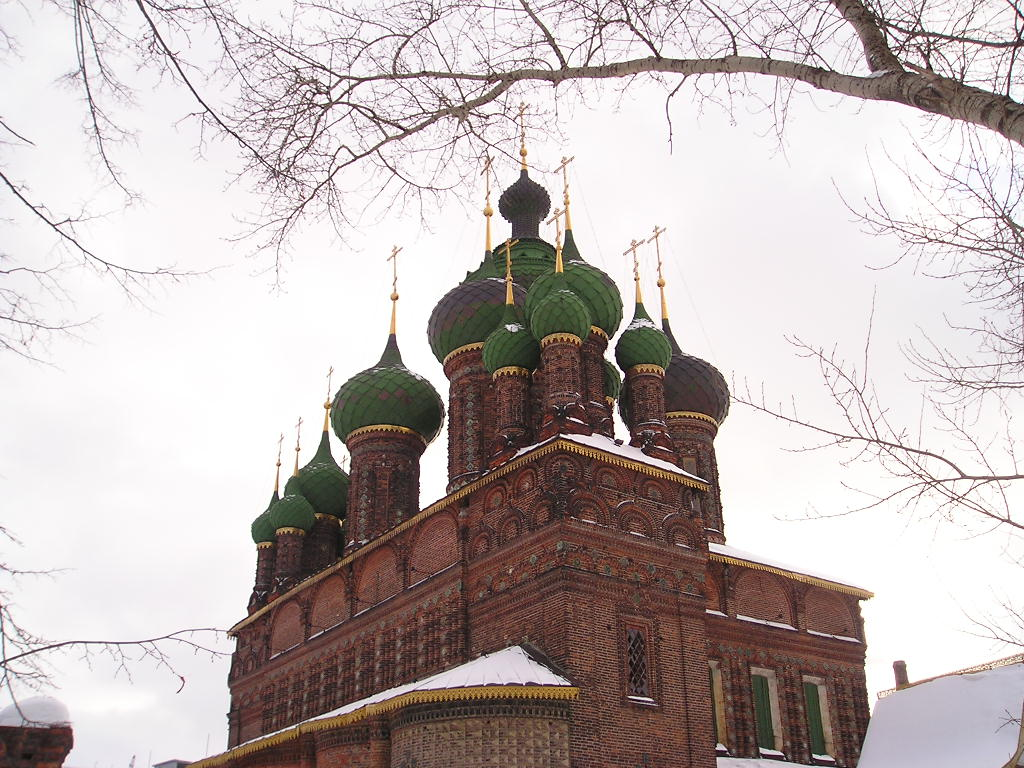
前駆受洗イオアン大聖堂、1671年から1687 年にかけてコトロスリ川沿いに建てられた

11世紀初頭、キエフ大公国のヤロスラフ1世によって建てられた。モンゴルのルーシ侵攻で破壊され、モンゴル帝国の支配を経て、15世紀後半よりモスクワ大公国に統治され、その後はロシア帝国の支配下におかれた。16世紀には白海沿いにある当時のロシア唯一の海港アルハンゲリスクとモスクワとを結ぶ交易路の途中の街として栄え、17世紀初頭の動乱時代（スムータ）にはポーランド軍に占領されたモスクワの代わりにロシアの事実上の首都として機能した。
18世紀後半、エカチェリーナ2世の地方行政改革の際、ヤロスラヴリ県の県都として総督（知事）が派遣された。同時期に大火で街がいったん荒廃するが、この復興に際して公共施設、学校、印刷所などが整備され、街の近代的発展に寄与した。1917年のロシア革命によって成立した社会主義政権下で、工業都市としてさらなる発展をとげた。

## 主な見どころ

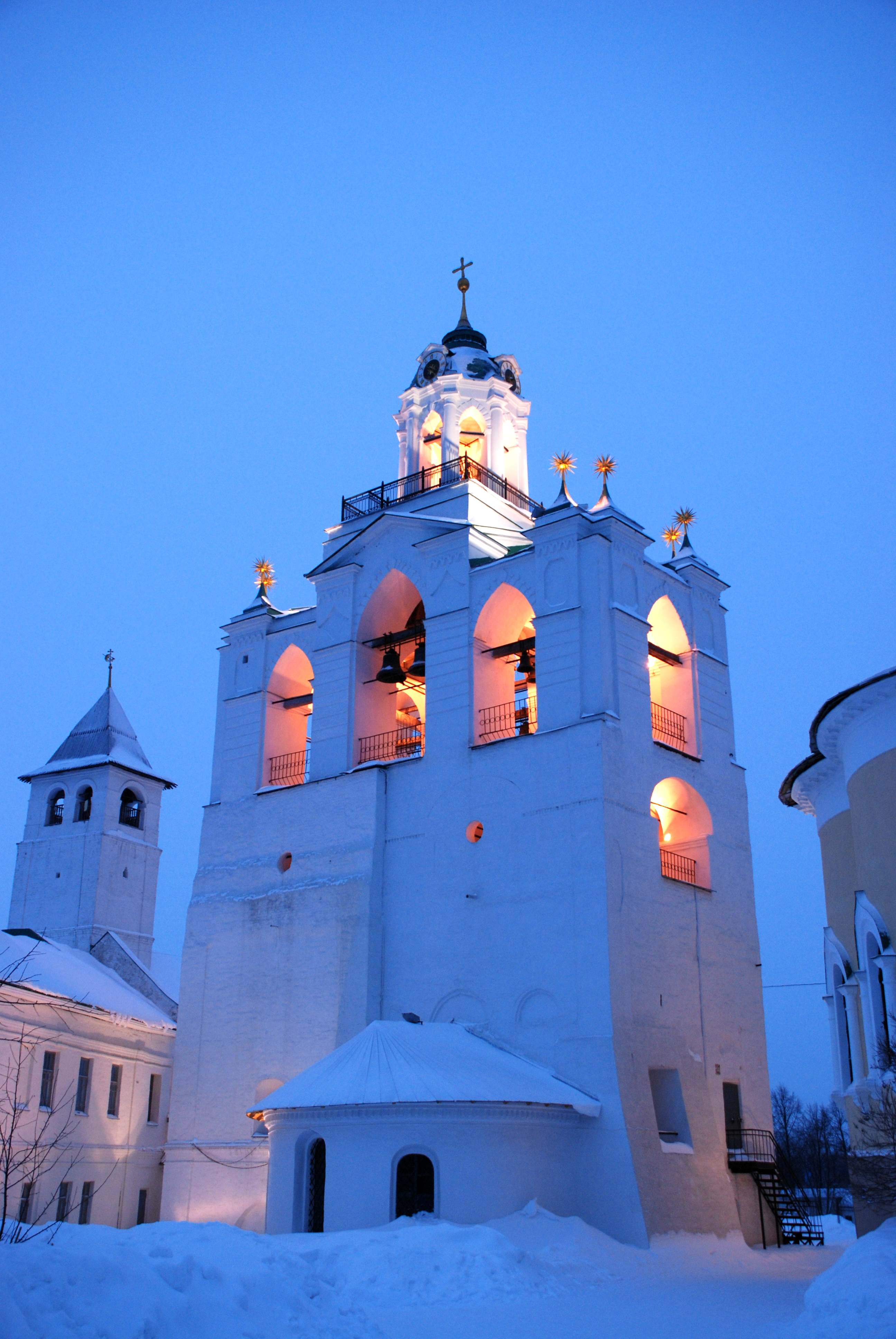
救世主顕栄聖堂（スパソ・プレオブラジェンスキー聖堂）の鐘楼。1506〜1516にかけて建てられた

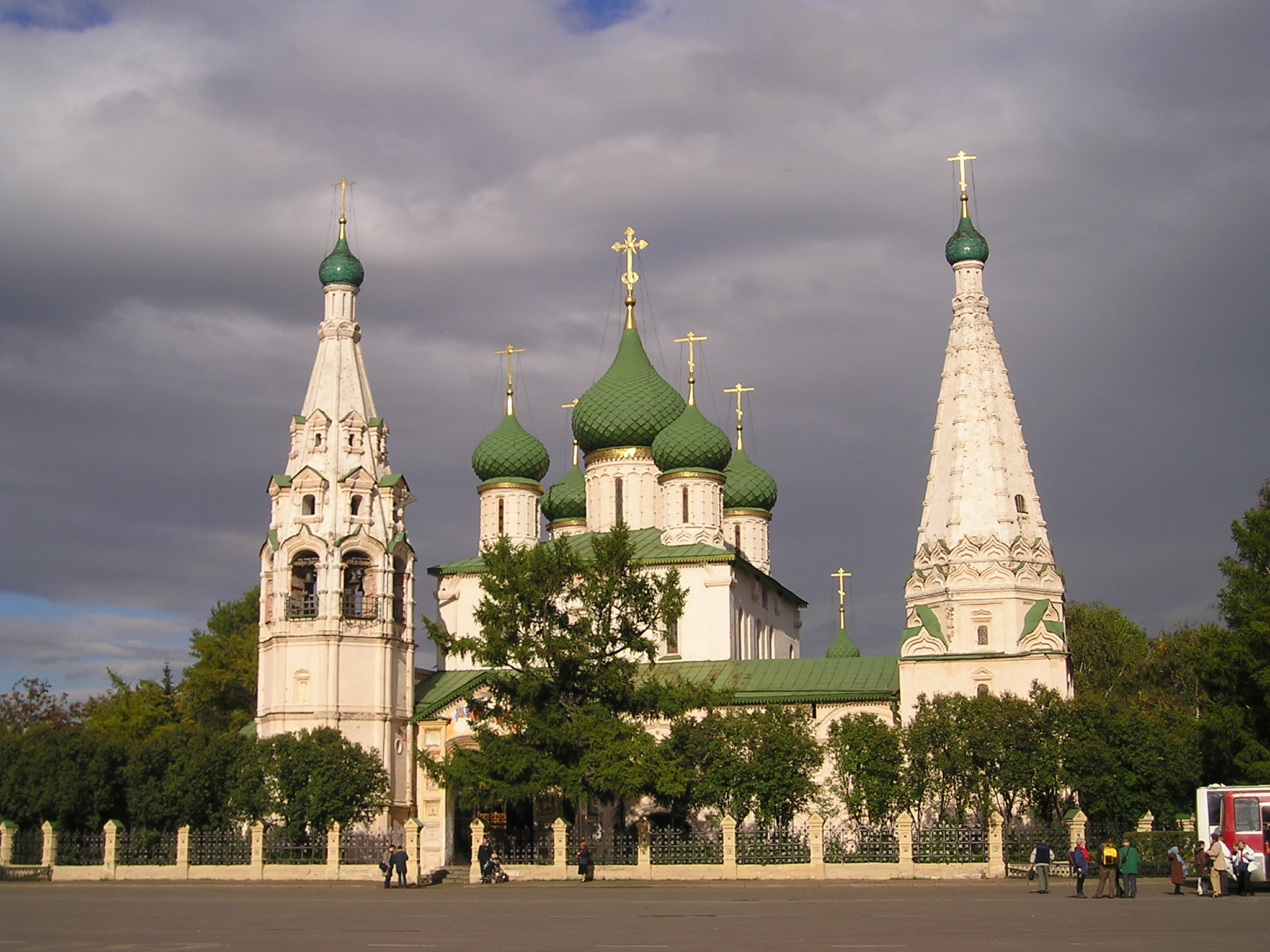
預言者イリヤ聖堂
（イリヤ・プロローク聖堂）

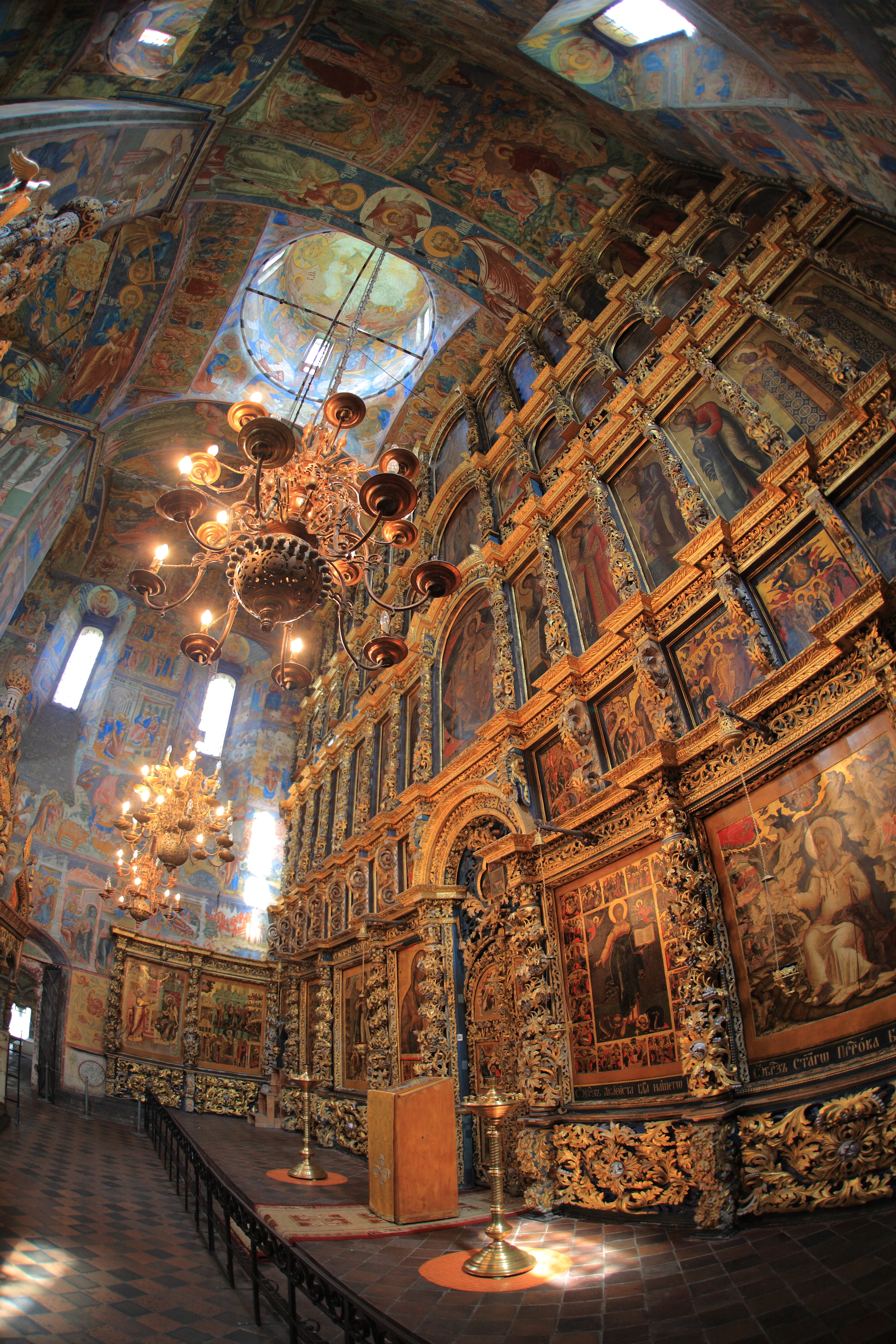
預言者イリヤ聖堂の内部。美しく学術的価値の高い内部装飾で世界遺産に登録されている。

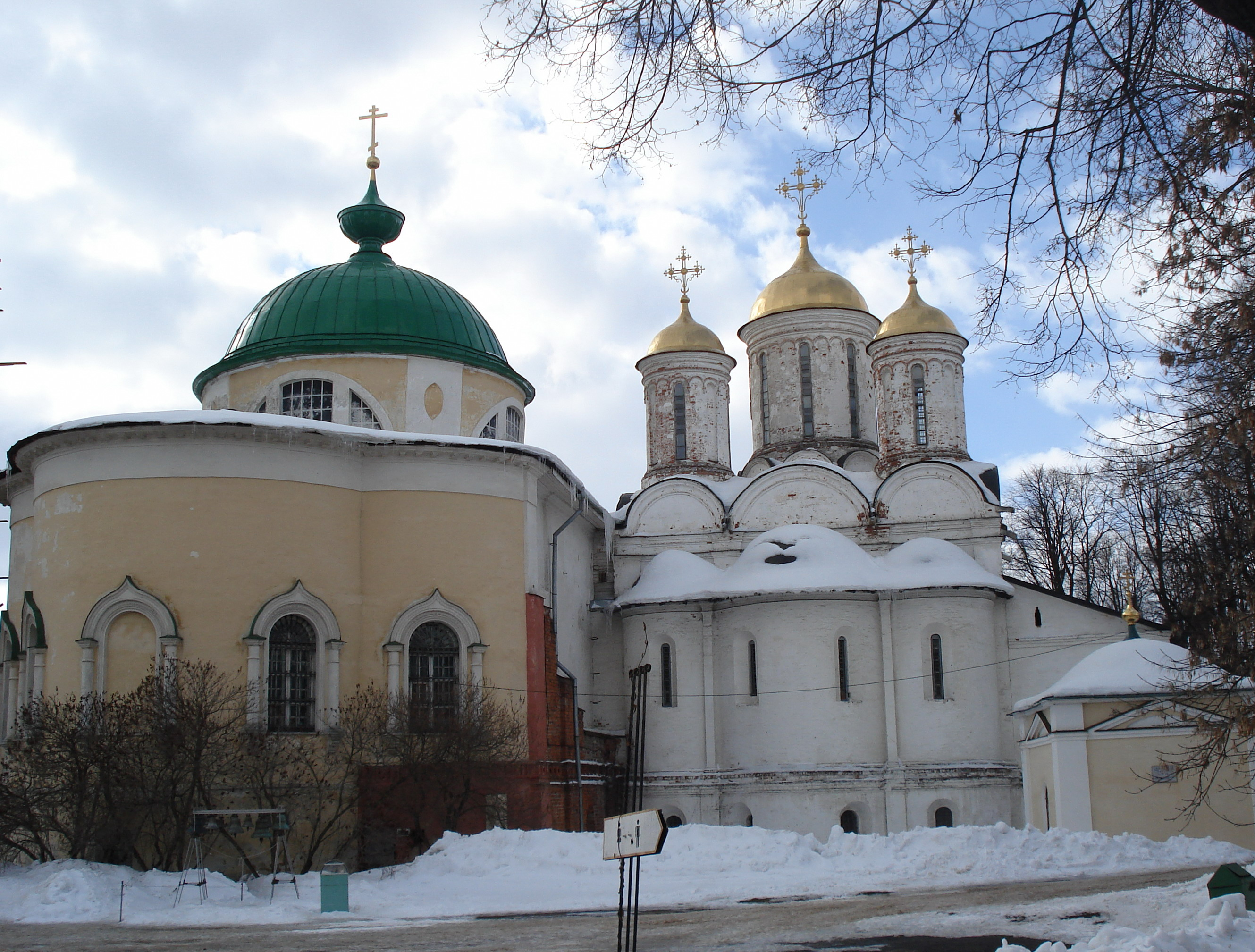
救世主修道院の救世主顕栄聖堂

ヤロスラヴリで最も古い建物は、救世主修道院（スパスキー修道院）にある救世主顕栄聖堂（スパソ・プレオブラジェンスキー聖堂）である。現在の聖堂の建築年代は1506年から1516年にかけてで、1216年から1224年にかけて建設された最初の聖堂の基礎の上に建てられた。16世紀には石の城壁が修道院の周りに建てられ要塞となった。動乱時代のロシア・ポーランド戦争で、ポーランド軍に占領されたモスクワを解放するため、クジマ・ミーニンとドミトリー・ポジャルスキー公爵の国民軍はこの修道院から出撃した。1787年には修道院は閉鎖され、建物はヤロスラヴリおよびロストフ府主教の邸宅に転用され、建物の増築や再建が行われた。
救世主顕栄大聖堂のほかには、17世紀に遡る「ヤロスラヴリ式」と呼ばれる、赤レンガで建てられ、白い明るい色のタイルを外観に張った聖堂がいくつかある。預言者イリヤ聖堂（イリヤ・プロローク聖堂）はその中でも代表的なもので、北東ロシアの「黄金の環」と呼ばれる古都群の聖堂の中でも印象的なフレスコ画で飾られている。
1750年に建てられたヴォルコフ劇場はロシアでも最古級の劇場である。デミドフ記念柱はロシアの産業家デミドフ家のパーヴェル・グリゴリーエヴィチ・デミドフがヤロスラヴリの高等教育機関（1803年創設のデミドフ・リュケイオン、後のヤロスラヴリ国立大学）建設に尽力したことを記念して1829年に市民の寄付で建てられたもので、花崗岩の高い柱の上に天球儀と鷲があしらわれている。しかし、2月革命後は専制君主の象徴である鷲が取り去られ、1931年には柱自体が撤去された。市の歴史博物館の発議で、2005年に再建されている。
市内にはロシア正教会の聖堂多数があるほか、古儀式派の聖堂、バプティスト教会、ルーテル派教会、モスク、シナゴーグがある。

## 世界遺産
ヤロスラヴリ市街の歴史地区は、2005年、ユネスコの世界遺産（文化遺産）に登録された。

### 登録基準
この世界遺産は世界遺産登録基準のうち、以下の条件を満たし、登録された（以下の基準は世界遺産センター公表の登録基準からの翻訳、引用である）。
- (2) ある期間を通じてまたはある文化圏において、建築、技術、記念碑的芸術、都市計画、景観デザインの発展に関し、人類の価値の重要な交流を示すもの。
- (6) 顕著で普遍的な意義を有する出来事、現存する伝統、思想、信仰または芸術的、文学的作品と直接にまたは明白に関連するもの（この基準は他の基準と組み合わせて用いるのが望ましいと世界遺産委員会は考えている）。

## 交通
モスクワとヤロスラヴリを結ぶ鉄道は1869年に開通した。当初はヤロスラヴリ・モスコフスキー駅が中心駅であったが、現在の中心駅はヤロスラヴリ・グラーヴヌィ駅である。
ヤロスラヴリ市電がある。

## スポーツ
サッカークラブ、FCシンニク・ヤロスラヴリの本拠地である。
また、プロアイスホッケーリーグKHLに所属するロコモティフ・ヤロスラヴリの本拠地である。

## 出身人物
- アレクサンドル・ガリモフ（英語版）（アイスホッケー選手）
- ミハイル・クズミン（英語版）（詩人）
- パヴェル・コルチン（クロスカントリースキー選手）
- マクシム・タラソフ（棒高跳び選手）
- ニコライ・ネフスキー（東洋言語学者）
- フェイル・エモーションズ（ポスト・ハードコアバンド）
- ドミトリー・ポポフ（サッカー選手）
- アレクサンドル・リャプノフ（数学者）

## 姉妹都市
- イズミル、トルコ
- バーリントン、アメリカ合衆国
- コインブラ、ポルトガル
- ダナン、ベトナム
- エクセター、イギリス
- ハーナウ、ドイツ
- ユヴァスキュラ、フィンランド
- カッセル、ドイツ
- ポワチエ、フランス
- パレルモ、イタリア